# بوب ديموس
بوب ديموس (بالإنجليزية: Bob DeMoss)‏ هو لاعب كرة قدم أمريكية أمريكي، ولد في 27 يناير 1927 في دايتون في الولايات المتحدة، وتوفي في 23 يوليو 2017.

## وصلات خارجية
- بوب ديموس على موقع مرجع كرة القدم المحترفة.كوم (الإنجليزية)